# Antonio e Cleopatra (Alfieri)
Antonio e Cleopatra è una tragedia in cinque atti scritta da Vittorio Alfieri nel 1774, ultimata poco prima della data della prima.
La prima idea della Cleopatra, e a cui diede il titolo successivamente di Cleopatraccia quasi a volerla rinnegare, venne ad Alfieri, come racconta egli stesso nella sua Vita (cap. III, 14), dalla vista di  “bellissimi arazzi che rappresentavano vari fatti di Cleopatra e d'Antonio” e leggendo testi come La Vita di Antonio di Plutarco e la Cleopatra di Giovanni Dolfin.
L'Alfieri scrisse la tragedia pensandola ad un solo atto; la ampliò sempre nello stesso anno con diversificazioni in stesure in prosa e in francese, con una redazione finale nella primavera del 1775, fatta dal suo segretario.
(App.IV, Vita)
Il 16 giugno 1775 fu rappresentata per la prima volta al Teatro Carignano di Torino.

## Trama
I personaggi della tragedia sono Cleopatra, regina d'Egitto; Ismene e Diomede, suoi fedeli servitori; Marco Antonio, il suo amante; l'imperatore Augusto, o Ottaviano, vincitore di Antonio della battaglia di Azio; Canidio, un seguace di Antonio; Settimio, un seguace di Augusto. Gli avvenimenti si svolgono poco dopo la battaglia, nel 31 a.C.

### Atto I
Cleopatra si lamenta con Ismene del destino che l'attende, a causa della probabile sconfitta di Antonio per opera di Augusto. Ella è sopraffatta dal rimorso per essere fuggita dalla battaglia, e avere così causato la sconfitta, ma confessa che l'ambizione, non l'amore è ciò che guida ogni sua azione. Giunge Diomede, annunciando che la flotta sconfitta è entrata in Alessandria nella massima confusione, poiché Antonio ha abbandonato le proprie forze. Giunge anche Canidio, aggiungendo particolari sulla sconfitta e sulla strana sparizione di Antonio.
Appena Cleopatra rimane sola, ella smette di simulare, e si rallegra del successo dei suoi piani, proclamando l'intenzione di cercare di conquistare il cuore di Augusto, anche se le resta qualche rimorso per i maltrattamenti riservati ad Antonio.

### Atto II
Compare Antonio, proclamando la propria follia e l'infelice amore per la regina egiziana. Antonio ripete i propri lamenti a Diomede, che gli riferisce l'infelicità della regina, e la disfatta della flotta di cui non era al corrente. Giunge Cleopatra, e Antonio le rinfaccia il tradimento, pur riconoscendo di amarla ancora. Ella lo invita ad ucciderla, poi sostiene di essere fuggita dalla battaglia per amore di Antonio, ansiosa di sedare una presunta congiura contro di loro che si sarebbe organizzata in loro assenza. Antonio dice che intende incontrare Augusto in battaglia e cadere nobilmente, poi parte. Cleopatra confessa a Diomede che intende trionfare sia sullo sconfitto che sul vincitore.

### Atto III
Cleopatra confida ad Ismene gli accordi presi segretamente per far passare le truppe e le navi egiziane dalla parte di Augusto all'inizio della battaglia. Giunge Antonio e dice che il complotto ha avuto successo, e ora egli è completamente sconfitto e in disgrazia; quando Cleopatra finge di amarlo ancora, Antonio le porge una spada dicendole di uccidersi, e promette che farà lo stesso subito dopo. Ella rifiuta, ma gli chiede di infliggerle il colpo fatale, così troverà la sua immagine profondamente scolpita nel cuore di Cleopatra. Antonio prende l'arma, con l'intenzione di togliersi la vita, ma interviene Diomede e lo blocca, dicendogli che Augusto è vicino.
Augusto infatti appare, seguito da Settimio, e si rivolge con gentilezza al nemico sconfitto e un tempo amico. Antonio ricorda il passato, sostiene di essere il primo uomo in Roma dopo la morte di Cesare, e che non avrebbe preso le armi contro Augusto se questo non avesse cercato di prevalere su di lui. Augusto gli ricorda il crudele trattamento riservata da Antonio alla moglie Ottavia, e lo rimprovera di avere sacrificato gli interessi di Roma all'amore per Cleopatra. Antonio non nega i propri errori ma non rimpiange di avere agito per amore. Augusto lo invita a lasciare l'Egitto e tornare subito a Roma, e lascia capire che anche la presenza di Cleopatra dovrà accrescere il proprio trionfo.
Quando rimane solo con Settimio, Augusto spiega che intende fare in modo che Antonio muoia per mano di Cleopatra, per poi mettere a morte anche lei, dopo averla umiliata facendole seguire il proprio carro trionfale.

### Atto IV
Cleopatra si prepara a un colloquio con Augusto, nella speranza di conquistarne l'amore. Diomede la mette in guardia dicendole di non fidarsi di lui. Entra Augusto, e la regina cerca in ogni modo di adularlo, attribuendosi il merito di averlo aiutato nelle ultime vittorie e sostenendo di non curarsi più di Antonio. Augusto accenna al progetto di farle condividere il trono di Roma. Cleopatra chiede che venga eliminato Antonio: quest'ultimo entra, e i due decidono di dissimulare i loro propositi.
Antonio è turbato dal vedere Augusto e Cleopatra insieme, e accusa la donna di tradimento. Augusto cerca di calmarlo. Antonio chiede al suo vincitore di lasciare a Cleopatra e alla sua famiglia il trono d'Egitto, poi dice di non poter dimenticare il suo amore per lei e di essere disposto a morire. Cleopatra finge di supplicare Augusto per sé e Antonio. Augusto dice che li perdona entrambi, e li lascerà uniti a regnare sull'Egitto.
Quindi Augusto parte, a Antonio dice a Cleopatra che si recherà al tempio per chiedere consiglio agli dei su come comportarsi, anche se disprezza l'idea di una vita di disonore. Rimasta sola, Cleopatra esulta per la credulità di Antonio, poi ordina a Diomede di ucciderlo.

### Atto V
Diomede annuncia alla regina di avere eseguito il suo ordine. Cleopatra si rallegra e lo riferisce ad Augusto, che entra. Egli lamenta la morte di Antonio e accusa la donna di tradimento. Cleopatra è sorpresa dal linguaggio di Augusto. Egli le ordina di partire per Roma come ornamento per il proprio trionfo. Cleopatra è disperata e giura di uccidere Augusto, ma in quel momento appare Antonio, con meraviglia della regina: Diomede ha raccontato una falsa uccisione. Antonio accusa a sua volta Cleopatra di tradimento. Ella riconosce che ogni passione è spenta in lei, tranne la rabbia. Ritorna Augusto, e Antonio gli si rivolge in tono di sfida, poi si pugnala:
Si uccide.»
Augusto ordina che Cleopatra venga trascinata via, ma ella fa in tempo ad infliggersi la stessa morte di Antonio col proprio pugnale, e muore inveendo contro Augusto:
Augusto: Partiam, Romani; in questa iniqua terra,
Tutto spira il terror; il ciel n'è impuro,
L'aer perfin è d'ogni vizio infetto.»

## Edizioni
- Vittorio Alfieri, Tragedie, Sansoni 1985